# Laminion gujaratense
Espèce
Synonymes
- Storena gujaratensis Tikader & Patel, 1975

Laminion gujaratense est une espèce d'araignées aranéomorphes de la famille des Zodariidae.

## Distribution
Cette espèce est endémique du Gujarat en Inde,. Elle se rencontre dans le district de Kheda.

## Description
Le mâle holotype mesure 6,4 mm.
Le mâle décrit par Sankaran, Caleb et Sebastian en 2020 mesure 6,51 mm.

## Systématique et taxinomie
Cette espèce a été décrite sous le protonyme Storena gujaratensis par Tikader et Patel en 1975. Elle est placée dans le genre Suffasia par Solanki, Siliwal et Kumar en 2018 puis dans le genre Laminion par Sankaran, Caleb et Sebastian en 2020.

## Étymologie
Son nom d'espèce, composé de gujarat et du suffixe latin -ense, « qui vit dans, qui habite », lui a été donné en référence au lieu de sa découverte, le Gujarat.

## Publication originale
- Tikader & Patel, 1975 : « Studies on some rare spiders of the family Zodariidae from India. » Bulletin of the British Arachnological Society, vol. 3, no 5, p. 137-139.